# Heinz-E. Klockhaus
Heinz-E. Klockhaus (* 24. Juli 1938 in Gelsenkirchen-Horst) ist ein deutscher Schriftsteller und Textdichter.

## Leben
Klockhaus schreibt seit seiner frühesten Jugend Gedichte, Prosa und deutsche Liedertexte. Er hat mehrere kaufmännische Fachbücher und Belletristik veröffentlicht und auch Bühnenstücke geschrieben. Heinz-E. Klockhaus ist Lyriker und hat neben deutschen Schlagertexten eine Vielzahl kirchlicher und weltlicher Chortexte verfasst. Er war freier Mitarbeiter von Hans Rosenthal (Dalli Dalli, Spaß muß sein).
Ehepartnerin: Käthe Klockhaus (verh. 1961–2008)

## Bücher
„Wie schreibt man eine Krankenhaus-Bilanz“, „Wie liest man eine Krankenhaus-Bilanz“, „Die Krankenhaus GmbH“ „Finanz- und Erfolgsplanung im Krankenhaus“, „Grundlagen der Krankenhausbuchführung“ (mit Volker Munk und Prof. Dr. August Leth), „Kosten- und Leistungsrechnung im Krankenhaus“, „Aufsichts-Gremien im Krankenhaus“, „Buchführung für Ahnungslose“, „BWL für Ahnungslose“, „Appell an alle Christen – Ein Geschenk für Jesus“, „Kadonien“ (Roman im Ruhrgebietsjargon) „Das ist nicht immer lustig“, „umzingelt“, „Evolution rückwärts“, „Schnuff uns seine Freunde Tocko und Zappe“, „Fritz und Fritzchen – Die Wachhunde in unserer Stadt“, „Vom Kontentrog zum Sportcoupé“.

## Liedertexte
Aktuell hat Heinz-E. Klockhaus ca. 3000 Texte verfasst, zum Teil für namhafte deutsche Interpreten und für eine Vielzahl von Chorwerken.

## Veröffentlichte Bühnenstücke
- „Er singt keine Schlager“ (Musical, in Ludwigshafen uraufgeführt)
- „Der Klassenclown“ (Jugendmusical, Aufführungen Musikschule Wermelskirchen und Teo Otto-Theater Remscheid)
- „Casting Ü 60“ (Lustspiel für Amateurbesetzung, über 20 Aufführungen im Bergischen Land).

Klockhaus lebt seit über 40 Jahren in Hückeswagen und ist Verfasser der „Bergischen Hymne“ und Erfinder der Kinderfigur „Die Schlampimännchen“ (vom Autor gesprochene CD mit 5 gereimten Geschichten).